# Songhee

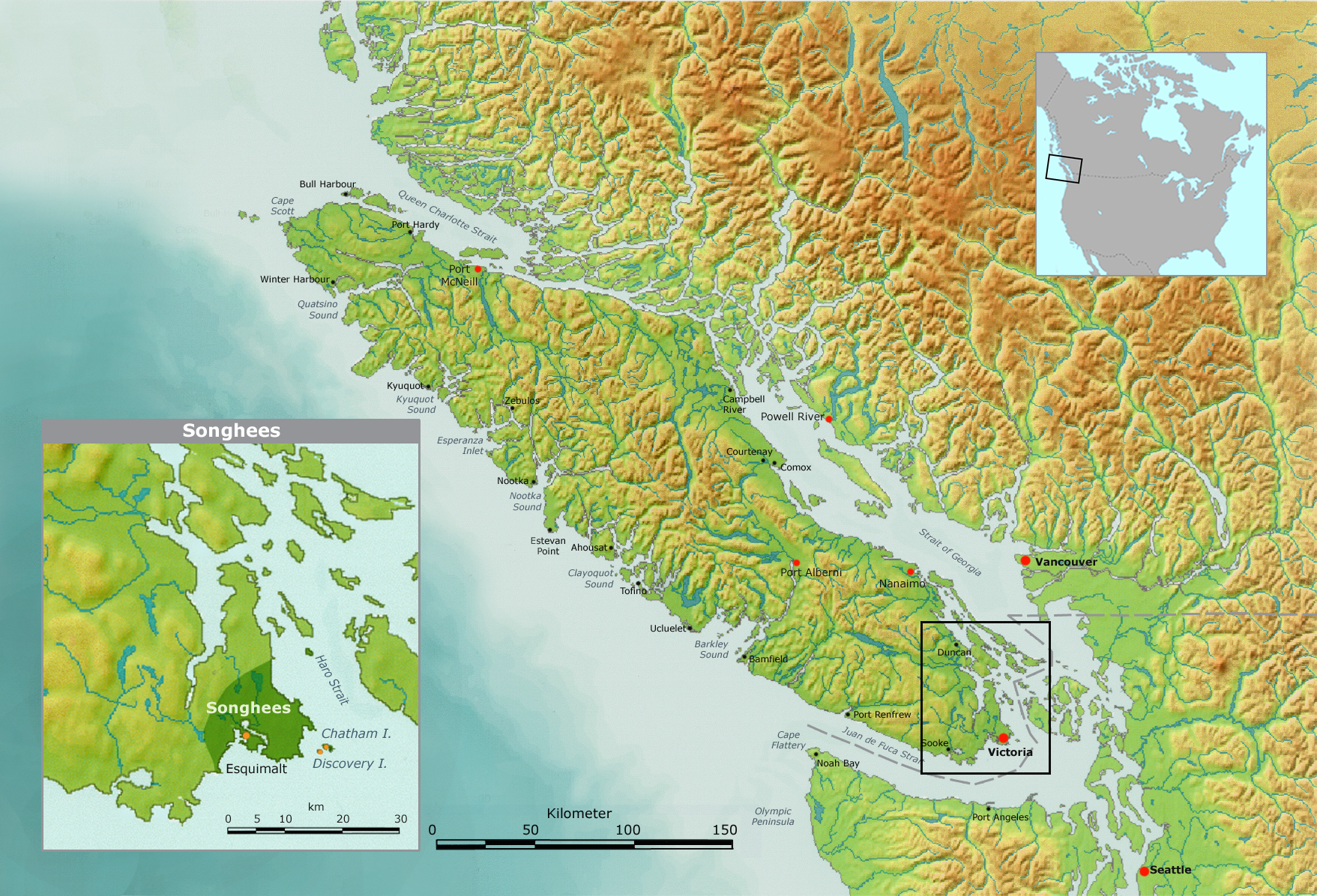
Mapa del territorio de la tribu Songhees

Los songhees o songish son una tribu nativa americana que habla una de las lenguas salish, cuyo nombre proviene de Sitsanges, una de sus divisiones, pero que se hacían llamar Lkungen. Sus bandas eran los Chikausch, Chkungen, Kekayaken, Kltlasen, Ksapesem, Kukoak, Kukulek, Lelek, Sichanetl, Skingenes, Skuingkung y Stsanges.

## Localización
Vivían en la costa meridional de Vancouver y en Songhees, Cheerno y las islas Discovery y Esquimalt, de la Agencia Kowichan (Columbia Británica).

## Demografía
Posiblemente eran un millar a inicios del siglo XIX, pero la viruela los diezmó. En 1895 eran unos 215, pero en 1900 solo había 150, de los cuales 2/3 eran protestantes y el resto metodistas. En 1962 solo quedaban cuarenta hablantes de su lengua en la Columbia Británica. Actualmente están repartidos en las reservas de Beecher Bay (221 h), Esquimalt (230 h), Pauquachin (346 h), Songhes (444 h), Sooke (122 h), Tsawout (688 h) y Tseycum (141 h). En total, 2.192 individuos.

## Costumbres
Antiguamente se dividían en un sistema de doce clanes, cada uno de ellos con su territorio de caza y pesca. Tenían un caudillo hereditario por línea masculina y tres castas: nobles, plebeyos y esclavos. Vivían de la pesca del salmón y de la recolección de frutos silvestres, y habitaban casas comunales rectangulares de planchas de cedro y guarnecidas con palos totémicos esculpidos. Fabricaban canoas amplias de cedro vaciado y tejían mantas de piel de perro, pluma de ganso y lana de cabra.
Celebraban el Potlatch o distribución de regalos. Aplanaban también la cabeza a los niños pequeños, y tenían creencias curiosas sobre las aves, la pubertad, el matrimonio y la muerte. Enterraban a sus muertos en canoas o en cajas que dejaban sobre la tierra o bien colgadas de un árbol, y en la tumba sacrificaban a los esclavos del difunto. No mencionaban nunca el nombre de los muertos.  
Su héroe era el Gran Transformador. Eran animistas, creían que cada persona tenía su espíritu protector. La vida ceremonial y tribal estaba dominada por las sociedades secretas.

## Historia
Contactaron con los blancos en 1843 al construirse Fort Camusum, hoy en día Victoria, en las cercanías de su poblado principal. John B. Bolduc (m. 1889) evangelizó la tribu y bautizó a más de cien niños. Fue secundado por Herbonez en 1857 en Esquimalt y por el protestante John B. Good en 1861. El jefe Skomiax les dio un buen recibimiento. Fueron diezmados por la viruela de 1862 y por la fiebre del oro. En 1877 los obligaron a entregar buena parte de las tierras y los repartieron entre las reservas de Pauquachin, Tsawout, Tsarlip, Tseycum y Malahat.